# John Kerr (calciatore 1965)
John Kerr (Scarborough, 6 marzo 1965) è un allenatore di calcio ed ex calciatore canadese naturalizzato statunitense.

## Biografia
È il figlio dell'ex calciatore e allenatore canadese John Kerr Sr., che lo ha anche allenato nei Washington Stars, e padre di Alexandra, anch'ella calciatrice.

## Carriera

### Club
Nel 1986 si aggiudica l'Hermann Trophy come miglior giocatore universitario.

## Palmarès

### Club

#### Competizioni nazionali
- Gold Cup (Irlanda del Nord): 1

Linfield: 1989-1990
- Irish Football League Cup: 1

Linfield: 1997-1998
- County Antrim Shield: 1

Linfield: 1997-1998